# Miasteczko Krajeńskie
Pour les articles homonymes, voir Miasteczko.
Miasteczko Krajeńskie (prononciation : [mjasˈtɛt͡ʂkɔ kraˈjɛɲskʲɛ], en allemand : Friedheim) est un village de Pologne, situé dans la voïvodie de Grande-Pologne. Elle est le chef-lieu de la gmina de Miasteczko Krajeńskie, dans le powiat de Piła.
Il se situe à 20 kilomètres au sud-est de Piła (siège du powiat) et à 77 kilomètres au nord de Poznań (capitale régionale).

## Histoire
De 1816 à 1920, Lobsens fait partie de l'arrondissement de Wirsitz dans le district de Bromberg au sein de la province de Posnanie.

## Monument religieux

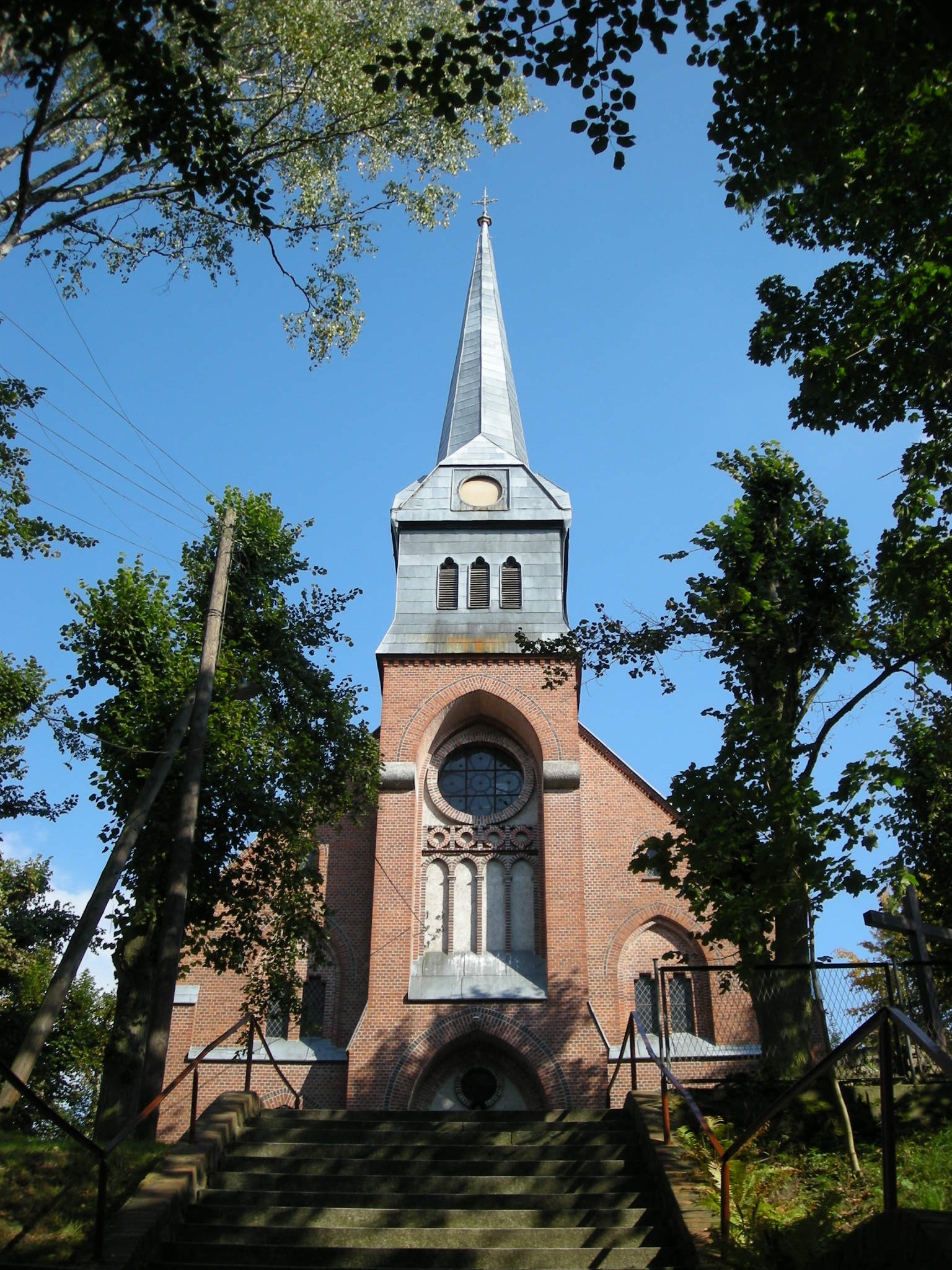
L'église paroissiale.

- l'église paroissiale, construite en 1899.

## Voies de communications
Aucune route principale ne passe par le village. A quatre kilomètres plus au nord passe la route nationale 10, qui relie Szczecin à Varsovie.